# ナポリ地下鉄1号線
1号線（いちごうせん）は、メトロナポリ社により運営され、ナポリ市が持つナポリ地下鉄の最初の地下鉄路線である。
現在、路線は20駅あるが、2014年1月からガリバルディ駅～アエロポルト駅（ナポリ・カポディキーノ国際空港）間が着工し、さらに4駅の追加が出来るとされている。最終的に、現在のピシノーラ駅からもアエロポルト駅まで路線が延長され、イタリア初の環状線になる計画がある。ピシノーラ地区からこのパルテノペの街の中心ダンテ広場までの区間は平均約6分で運行されていた。
Line 1は現在、拡張および改良工事が進行中である。工事が完了すると、同路線は全27駅を結ぶ環状線となり、キアイアーノ（Chiaiano）、ピシノーラ（Piscinola）、およびスカンピア（Scampia）の住民にとって市中心部へのアクセスがより容易となる。
本路線の運行頻度は、午前6時から午後9時までは平均7分間隔とされており、平日のピーク時には6分間隔に増便されることがある。一方、午後9時以降の時間帯では11分間隔で運行される。
路線の全長は20.7キロメートル、総駅数は20駅であり、全区間の所要時間は約40分である。 ナポリの地形の複雑さゆえに、路線には急勾配が存在する。また、ルートは入り組んでおり、非常に急な曲線を通過する区間や、以前通過した地点のより深い部分を再び通る区間がある。大部分は地下区間であるが、コッリ・アメイニ（Colli Aminei）-ピシノーラ-スカンピア間は高架橋上を走行し、高架駅が設置されている。丘陵地帯を走ることから「丘のメトロ（Metro Collinare）」とも呼ばれ、ヴォメロ（Vomero）、コッリ・アメイニ、病院地区（Zona Ospedaliera）などの高台エリアを結んでいる。
2025年3月現在、チェントロ・ディレツィオナーレ（Centro Direzionale）からカポディキーノ（Capodichino）間、およびピシノーラ-スカンピアからディ・ヴィットーリオ（Di Vittorio）間の建設工事が進行中であり、環状線の完成を目指している。
本路線は、ムゼオ-ピアッツァ・カヴール（Museo - Piazza Cavour）およびガリバルディ（Garibaldi）駅でメトロ2号線と、ムニチピオ・ポルト（Municipio Porto）駅でメトロ6号線と、そしてピシノーラ-スカンピア駅でメトロ11号線と接続している。
2009年には、各駅の芸術的デザインが高く評価され、ロンドンにおいて「最も革新的な駅開発アプローチ賞（Most Innovative Approach to Station Development Award）」を受賞し、300以上の候補の中から選ばれた。

## History
ナポリ地下鉄1号線の計画は1963年に始まり、ヴォメロ（Vomero）とムゼオ（Museum）を結ぶ新たなケーブルカー路線を建設する案がエンテ・アウトノモ・デル・ヴォルトゥルノ（Ente Autonomo del Volturno, EAV）によって提案された。しかし、市交通委員会（Commissione Comunale dei Trasporti）は、ケーブルカーに代わる別の可能性を検討することを決定した。
数年間の議論を経て、1966年にEAVは、ピアッツァ・マッテオッティ（Piazza Matteotti）とピアッツァ・メダリエ・ドーロ（Piazza Medaglie d'Oro）を結び、さらにコッリ・アメイニ（Colli Aminei）の病院地区への延伸も視野に入れた地下鉄の建設案を提示した。
翌1967年、市議会はEAVの「白書」を承認した。1968年までに、ルートや駅の位置を検討するための委員会が設置され、地下鉄の総延長を約4.5km、駅数を12、平均駅間距離を375mとする計画が立案された。しかし、議会での承認を予定していた当日、EAVは建設および運営に関する特別な譲歩を求めた改訂案を提出しようとしたが、これが拒否されたため、計画は直ちに停滞することとなった。
その後、1年半にわたり進展は見られなかった。1971年までにアツィエンダ・トラスポルティ・ミラネージ（Azienda Trasporti Milanesi, ATM）が関与し、ナポリ市交通公社（Azienda Napoletana Mobilità, ANM）と共に代替案の策定を試みた。しかし、1970年と1971年に行われた建設資金の追加申請はともに却下された。

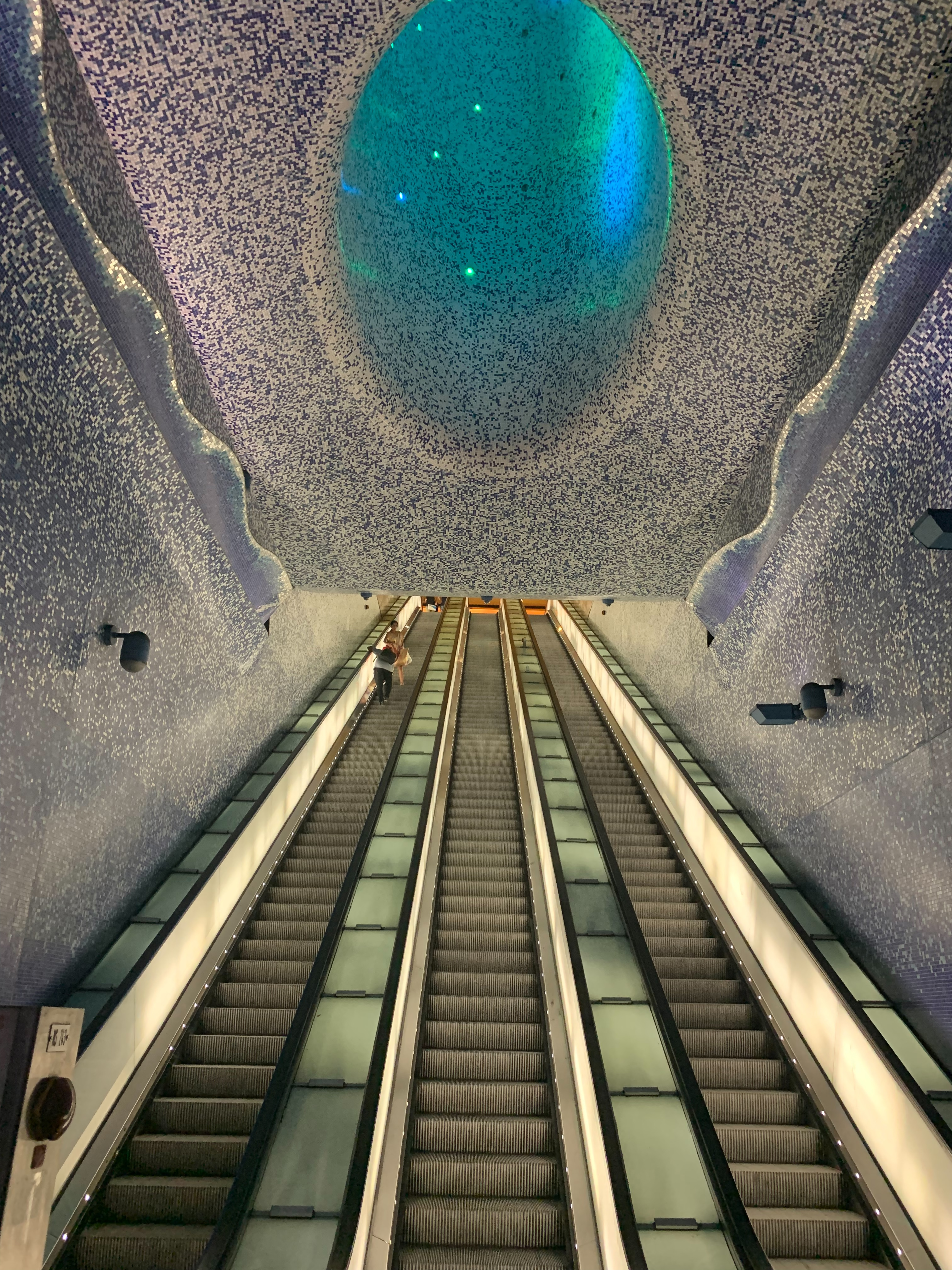
トレド駅.

1972年に大きな転機が訪れ、4,200万リラの資金が承認された。ただし、その条件として、ナポリ中央駅との接続が求められた。
この資金承認を受け、1972年に「メトロポリターナ・ディ・ナポリ（Metropolitana di Napoli）」が設立され、運営資本として120万リラが投入された。新たな改訂案が提出されたものの、イタリア政府は当初約束された資金の支給を停止した。1974年には、事業資金の責任をイタリア政府ではなく、カンパニア州政府が負うべきとの決定が下された。その結果、新たに1,000万リラの予算が確保された。1974年のクリスマスイブに、新しい計画が正式に承認された。
1975年から1977年にかけて、政府の監査手続きの一環として省庁間委員会（Commissione interministeriale）の審査が行われ、再び遅延が発生した。しかし、1976年に市議会はついに本計画のための資金提供を決定し、同年12月22日にメダリエ・ドーロ駅（Medaglie d'Oro）の起工式が執り行われた。

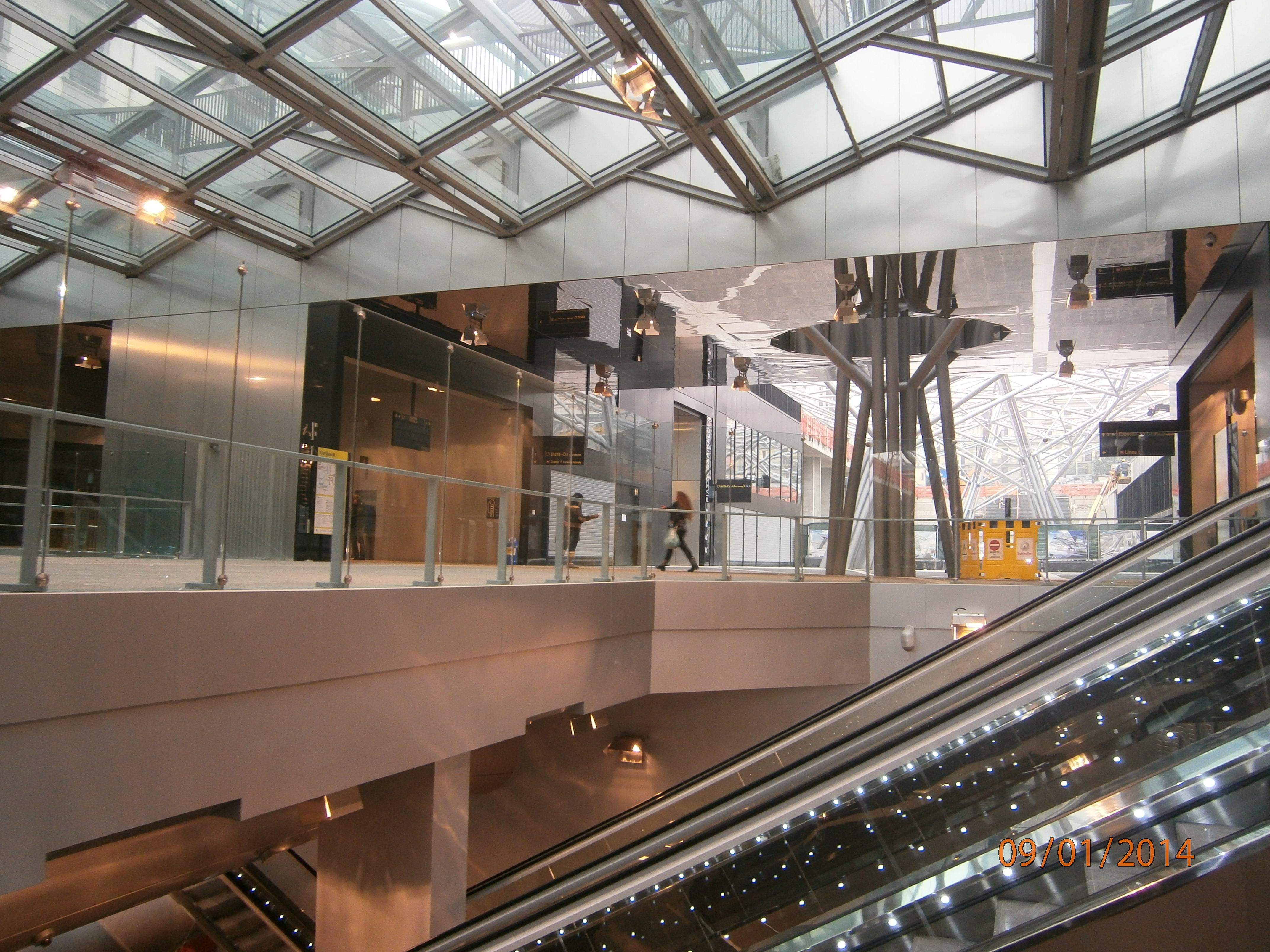
ガリバルディ駅.

1978年、路線のスカンピア（Scampia）およびピシノーラ（Piscinola）への延伸が決定され、そのための資金は欧州共同体（European Community）によって提供された。1980年までに路線はピアッツァ・ヴァンヴィテッリ（Piazza Vanvitelli）に到達したが、同年11月23日、イルピニア地震（Irpinia earthquake）がコンツァ（Conza）周辺を襲い、大規模な被害と人的損失をもたらした。この災害を受け、将来的な地震への対応を考慮した計画の見直しが求められた。この追加計画に対して、欧州連合（European Union）は総費用の33%を負担した。

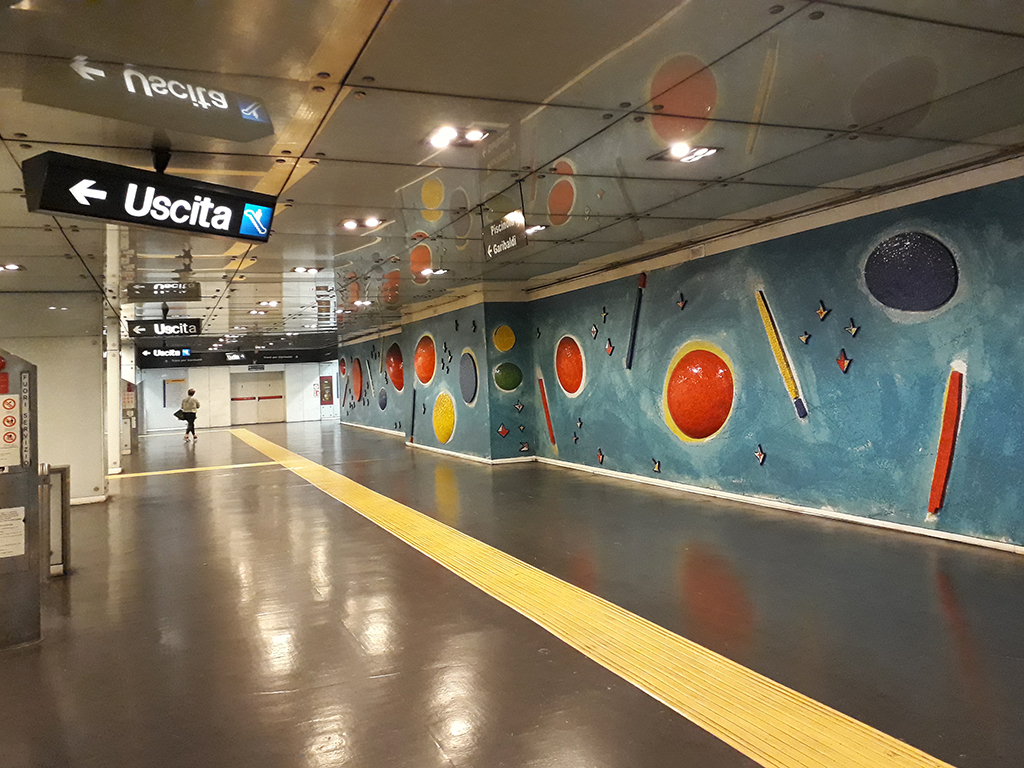
ダンテ駅.

1983年にはさらなる資金不足が発生し、工事の進行が相次いで阻害された。1984年、市議会は建設継続のために融資申請を余儀なくされた。翌1985年、コッリ・アメイニ（Colli Aminei）からピシノーラまでの区間の建設契約が締結され、その資金はナポリ市議会（Comune di Napoli）とカンパニア州政府（Campania regional government）によって拠出された。同年5月、ピアッツァ・メダリエ・ドーロ（Piazza Medaglie d'Oro）からコッリ・アメイニまでの区間が正式に承認された。
1986年から1988年にかけて、コッリ・アメイニ-ヴァンヴィテッリ、ピシノーラ-スカンピア、およびサルヴァトール・ローザ（Salvator Rosa）間の区間が完成した。
1993年3月23日、ヴァンヴィテッリ駅（Vanvitelli）とコッリ・アメイニ駅の間で最初の区間が開業した。さらに、1995年7月19日にはピシノーラ-スカンピア駅まで延伸された。
1号線の多くの区間はナポリ湾（Golfo di Napoli）沿いを走り、一部は古代都市の城壁に沿って建設されている。この地域は考古学的に価値が高く、建設中に多くの遺物が発見された。これらの遺物は現在、ムゼオ駅（Museo station）に展示されており、ドゥオーモ（Duomo）駅やムニチピオ・ポルト（Municipio Porto）駅にも今後、類似の展示スペースが設けられる予定である。[要出典] また、ドゥオーモ駅には古代ローマの神殿の遺構が含まれる予定である。

### 21世紀の延伸
2001年、ヴァンヴィテッリ駅から国立考古学博物館（National Archaeological Museum）近くのムゼオ駅へ延伸され、地下通路を介してピアッツァ・カヴール（Piazza Cavour）駅で2号線と接続された。2002年には市中心部のダンテ駅（Dante）まで延伸され、2003年にはマテルデイ駅（Materdei）が中間駅として開業した。
2011年、路線はウニヴェルシタ駅（Università）まで到達し、2013年9月には中間駅のトレド駅（Toledo）が開業した。 トレド駅はその芸術性の高さから「ヨーロッパで最も印象的で美しい駅」の一つとして表彰された。
2013年にはガリバルディ駅（Garibaldi）が開業し、ナポリ中央駅（Napoli Centrale）に接続された。2015年にはムニチピオ駅（Municipio）が市庁舎近くに開業した。2021年にはドゥオーモ駅が開業し、現在の形となった。
1号線は2000年7月から2013年までメトロナポリ（Metronapoli）によって運営されていたが、2013年11月以降はナポリ市交通公社（Azienda Napoletana Mobilità, ANM）が運営を引き継いでいる。

## 芸術的・考古学的遺産

### アート・ステーション（Stazioni dell'arte）
ナポリ地下鉄1号線は、その**「アート・ステーション」**としての特徴により広く知られている。これらの駅は、現代アート作品やインスタレーションが融合した芸術的な空間となっており、世界的に著名なアーティストによる作品が駅構内に展示されている。この取り組みにより、地下鉄駅は単なる交通の要所にとどまらず、文化的なランドマークとしての役割も果たしている。
特に、トレド駅（Toledo）、ムゼオ駅（Museo）、ダンテ駅（Dante）、ウニヴェルシタ駅（Università）、ムニチピオ駅（Municipio） などは、芸術的価値の高い駅として評価されており、それぞれ独自のテーマとデザインが施されている。これらの駅では、ナポリの歴史や現代文化を反映した作品が展示されており、乗客に美的な体験を提供している。

また、考古学的に重要な地域を通る路線であることから、ムゼオ駅やドゥオーモ駅（Duomo） では、地下鉄建設中に発見された考古学的遺物が展示されている。これにより、ナポリの歴史と現代アートが共存する独自の空間が創出されている。

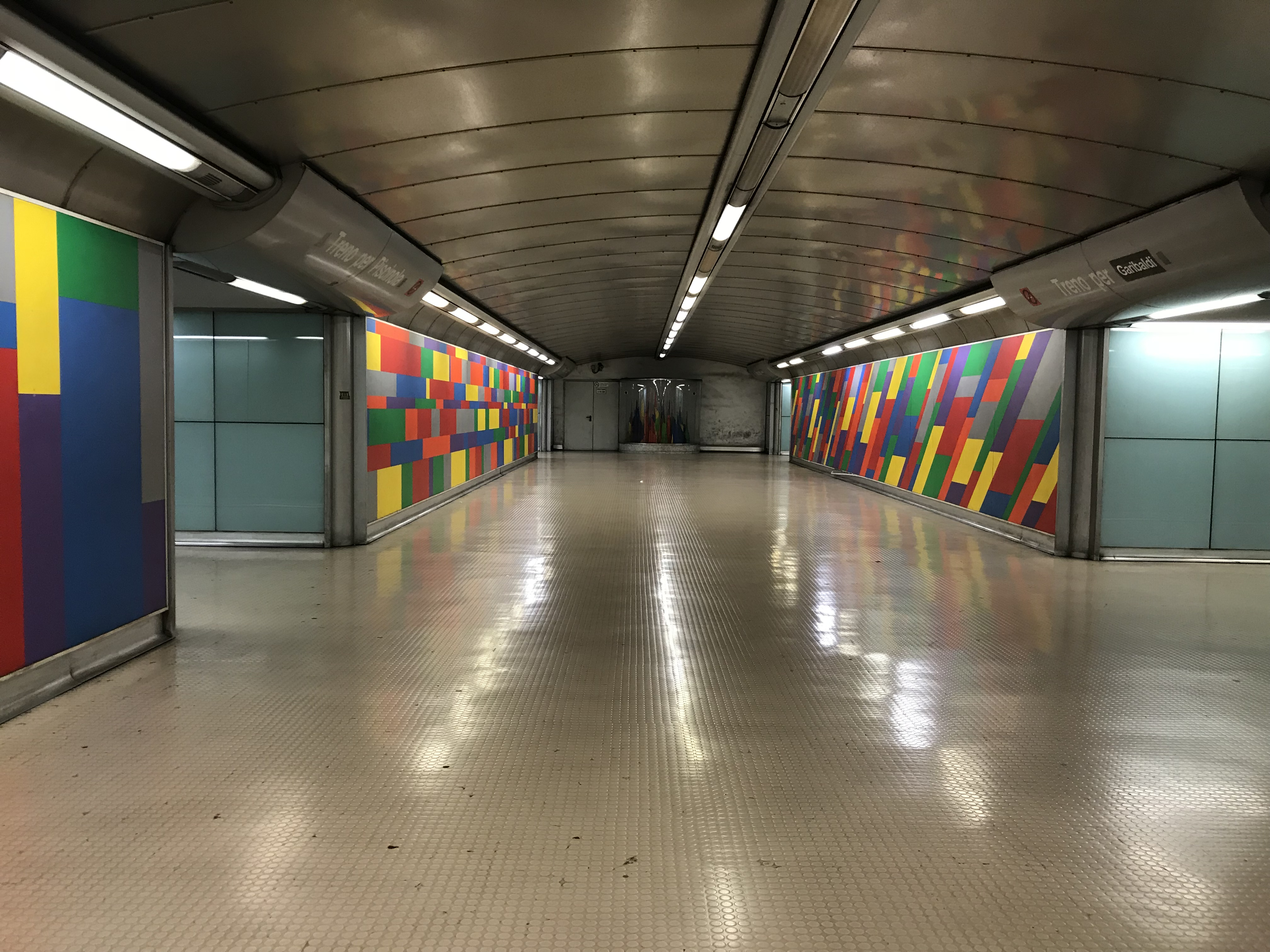
マテルデイ駅.

## 年表
- 1993年3月 - ヴァンヴィテッリ駅からコッリ・アミネイ駅まで、4kmの区間をもって開業。
- 1995年7月 - コッリ・アミネイ駅からピシノーラ駅まで、5kmの区間を延長。
- 2001年4月 - ヴァンヴィテッリ駅からムゼーオ駅まで延長。チレーア、クアットロ・ジョルナーテ、サルヴァトール・ローザの各駅が開業。
- 2002年3月 - ムゼーオ駅からダンテ駅まで延長。
- 2002年6月 - 1号線（ムゼーオ駅）と2号線（カヴール駅）を結ぶ連絡通路が完成。
- 2003年7月 - マテルデイ駅が開業。
- 2005年3月 - ヴァンヴィテッリ駅が「芸術の駅」として改装された。
- 2011年3月 - ダンテ駅からウニヴェルシター駅まで延長。
- 2012年9月 - トレド駅が開業。
- 2013年12月 - ウニヴェルシター駅からガリバルディ駅まで延長。
- 2015年4月 - ガリバルディ駅とナポリ中央駅を結ぶ地下連絡通路が完成。
- 2015年5月 - ムニチーピオ駅が開業。

## 使用車両
フィレーマ・トラスポルティの生産する「Metronapoli M1」は1993年から使用されていたが、2022年よりCAF（Construcciones y Auxiliar de Ferrocarriles）社製の最新型車両が導入されたことに伴い、2024年に運行を終了した。

## 駅一覧
| 停車駅                         | 開業 | 乗換                                           | 備考                               |
| ------------------------------ | ---- | ---------------------------------------------- | ---------------------------------- |
| チェントロ・ディレツィオナーレ | 2025 | Circumvesuviana                                | ベネデッタ・タリアブーエ設計       |
| ガリバルディ                   | 2013 | Napoli Centrale, Circumvesuviana               | ドミニク・ペロー設計               |
| ドゥオーモ                     | 2021 |                                                | マッシミリアーノ・フクサス設計     |
| ウニヴェルシター               | 2011 |                                                | Karim Rashid設計                   |
| ムニチーピオ                   | 2015 |                                                | アルヴァロ・シザ設計               |
| トレド                         | 2012 |                                                | Oscar Tusquets Blanca設計          |
| ダンテ                         | 2002 |                                                | ガエ・アウレンティ設計             |
| ムゼーオ                       | 2001 | Linea 2                                        | ガエ・アウレンティ設計             |
| マテルデイ                     | 2003 |                                                | アレッサンドロ・メンディーニ設計   |
| サルヴァトール・ローザ         | 2001 |                                                | アレッサンドロ・メンディーニ設計   |
| クアットロ・ジョルナーテ       | 2001 |                                                | ドメニコ・オルラッキオ設計         |
| ヴァンヴィテッリ               | 1993 | キアイア鋼索線、中央鋼索線、モンテサント鋼索線 | ミケーレ・カポビアンコ設計         |
| メダリエ・ドーロ               | 1993 |                                                | ミケーレ・カポビアンコ設計         |
| モンテドンゼッリ               | 1993 |                                                |                                    |
| リオーネ・アルト               | 1993 |                                                |                                    |
| ポリクリーニコ                 | 1993 |                                                | 1977年にステーノ・パチェッロが設計 |
| コッリ・アミネイ               | 1993 |                                                | 駅はミケーレ・カポビアンコ設計     |
| フルッローネ                   | 1995 |                                                |                                    |
| キアイアーノ                   | 1995 |                                                |                                    |
| ピシノーラ                     | 1995 | メトロカンパーニア・ノルドエスト               |                                    |
| ミアーノ                       | 2026 |                                                | テクノシステム設計                 |
| レジーナ・マルゲリータ         | 2026 |                                                | テクノシステム設計                 |
| セコンディリアーノ             | 2026 |                                                | テクノシステム設計                 |
| ディ・ヴィットーリオ           | 2026 |                                                | テクノシステム設計                 |
| アエロポルト                   | 2027 |                                                | リチャード・ロジャース設計         |
| ポッジョレアーレ               | 2026 |                                                | マリオ・ボッタ設計                 |
| トリブナーレ                   | 2025 |                                                | マリオ・ボッタ設計                 |

### 駐車場と乗り換え
- ピシノーラ - スカンピア
- フルッローネ - サン・ロッコ
- キアイアーノ - マリアネッラ
- コッリ・アミネイ
- ポリクリーニコ